# Deppo
Das (der) Deppo war ein ostindisches Längenmaß auf der Insel Sumatra. Es war neben der ostindischen Elle, dem Etto mit 210 ¾ Pariser Linien (andere Quelle 207 Pariser Linien) = 481 Millimeter, dem Fuß Cakih, der Spanne Janca und dem Finger Tscharry  als Zollmaß, das Klafter. In einer Reisebeschreibung heißt es neben diesen Maßen und ihren Darstellungen am menschlichen Körper: „Das Deppo, oder die Klafter, ist die Länge der ausgebreiteten Arme von einer Fingerspitze zur anderen.“
Das Längenmaß hatte die Abmessung von etwa 6 Hamburger Fuß (0,286 Meter), was 762 Pariser Linien entsprach. Das ergibt umgerechnet rund 1,7182 Meter.